# Winterreise

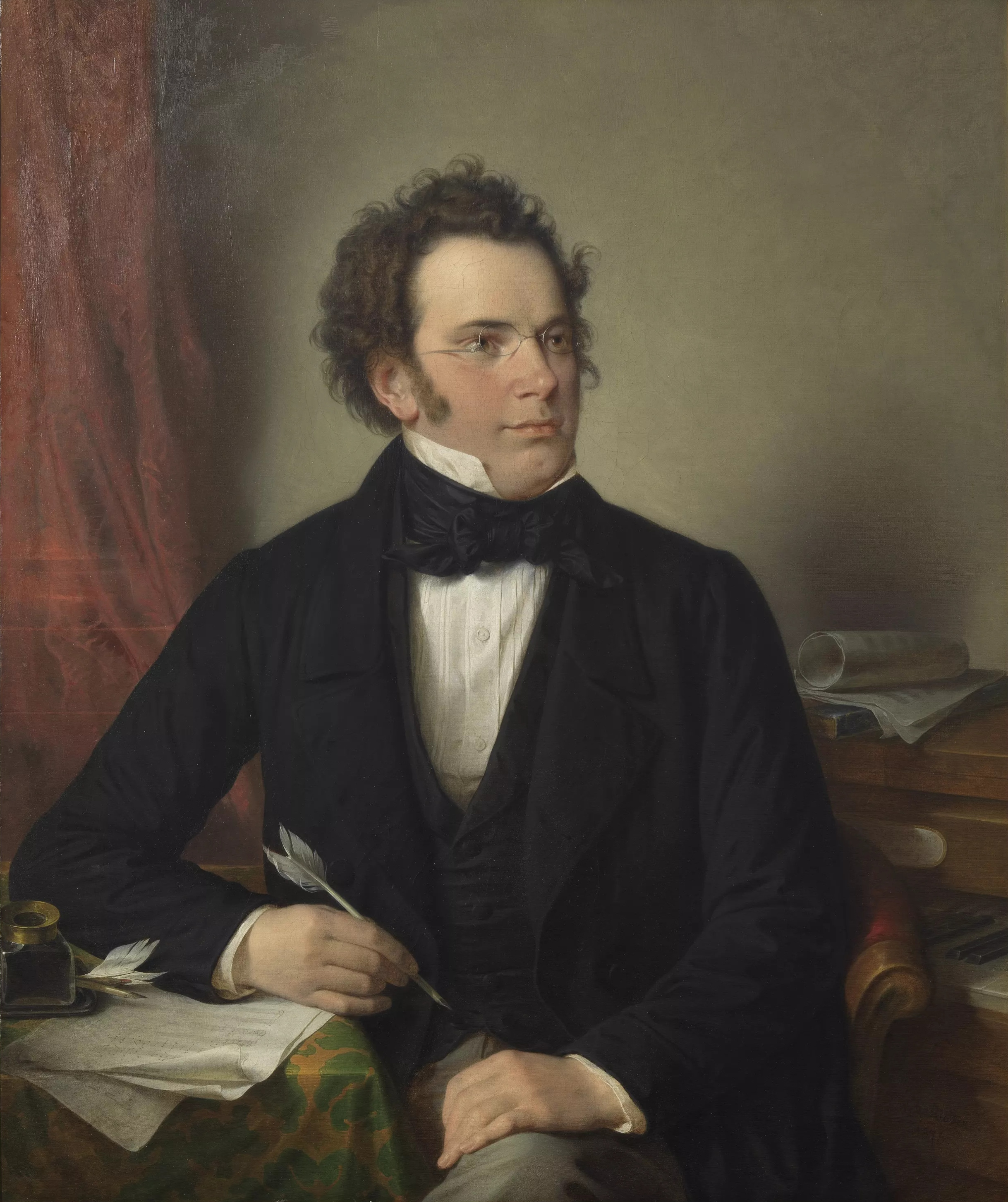
Franz Schubert. Oljemålning av Wilhelm August Rieder 1875, efter en akvarell av Rieder från 1825.

Winterreise är en diktcykel som består av 24 dikter av Wilhelm Müller och som framför allt är känd som en sångcykel (D 911) för mansröst och piano komponerad av Franz Schubert  och publicerad 1827 med opusnummer 89. Det är den andra av Schuberts två stora sångcykler till texter av Müller. Den första är Die schöne Müllerin. Båda skrevs ursprungligen för tenor men transponeras ofta till andra röstlägen.

## Texterna och musiken
Winterreise skrevs i två delar, vardera bestående av tolv sånger. Den första delen var klar i februari 1827 och den andra i oktober samma år. De publicerades också var för sig, den första delen i januari 1828 och den andra i december samma år, efter Schuberts död. Müller som var poet, soldat och kejserlig bibliotekarie på Dessau dog 1827 vid 33 års ålder fick förmodligen aldrig höra vare sig den första eller andra delen. Die schöne Müllerin från 1823 blev viktig på repertoaren hos, och för vänskapen med, barytonen Johann Michael Vogl. Vogl presenterade Schubert och hans sånger vid många större och mindre framträdanden vid deras gemensamma resor genom Österrike i mitten av 1820-talet.

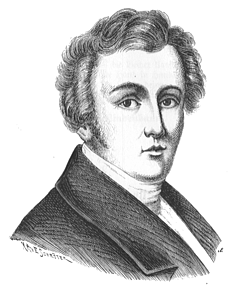
Wilhelm Müller.

Vogl, som var en språkligt, litterärt och filosofiskt bevandrad man, kom att betrakta Schuberts sånger som "sant gudomliga inspirationer, ytterligheten av musikalisk klarsynthet". Schubert fann de första tolv dikterna i en almanacka "Urania" publicerad i Leipzig 1823. Först sedan han tonsatt de första tolv i februari 1827 upptäckte han de övriga i Müllers bok "Gedichte aus den hinterlassenen Papieren eines reisenden Waldhornisten. Zweites Bändchen. Lieder des Lebens und der Liebe", som utkommit 1824 och var tillägnad tonsättaren Carl Maria von Weber, som var gudfader till Müllers son F. Max Müller. Weber hade dött 1826. Den 4 mars 1827 bjöd Schubert in några av sina vänner för att framföra den första delen av samlingen för dem, men han var inte hemma då de kom så evenemanget sköts upp till senare samma år då samtliga sånger framfördes.
Mellan 1823 års och 1824 års utgåvor ändrade Müller texten något och ändrade också – sedan han lagt till de första tolv – den ordning i vilken de presenterades. Eftersom Schubert komponerade sångerna i två omgångar behöll han den ursprungliga ordningen. I Müllers sista utgåva var ordningen den följande: Gute Nacht; Die Wetterfahne; Gefrorne Thränen; Erstarrung; Der Lindenbaum; Die Post; Wasserfluth; Auf dem Flusse; Rückblick; Der greise Kopf; Die Krähe; Letzte Hoffnung; Im Dorfe; Der stürmische Morgen; Täuschung; Der Wegweiser; Das Wirthshaus; Das Irrlicht; Rast; Die Nebensonnen; Frühlingstraum; Einsamkeit; Mut!; Der Leiermann. På så sätt skulle Schuberts ordning ha blivit: 1-5, 13, 6-8, 14-21, 9-10, 23, 11-12, 22, 24, en ordning som Hans Joachim Moser och Günther Baum tillfälligtvis prövade.
I Winterreise lyfter Schubert fram pianistens betydelse som jämbördig med sångarens. I synnerhet beskriver pianorytmerna poetens sinnesstämning, till exempel den distinkta rytmen i Auf dem Flusse, de oroliga synkoperade figurerna i Rückblick, dramatiska tremolo i Einsamkeit, de glittrande klustren i Irrlicht och de skarpa accenterna i Der Stürmische Morgen. Pianot bidrar med rika effekter ur dikternas naturbilder, elementens röster, den vinande stormen, den gråtande vinden, vattnet under isen, fågelsång, korpskrin, hundskall, den rostiga vindflöjelns gnisslande, posthornets signaler och vevlirans bordun och upprepade melodi.

## Sånger
Titel (inledningsord) Deutschnummer, tonart
1. ”Gute Nacht” (Fremd bin ich eingezogen) D 911,1 d-moll
2. ”Die Wetterfahne” (Der Wind spielt mit der Wetterfahne) D 911,2 a-moll
3. ”Gefror’ne Thränen” (Gefror’ne Tropfen fallen) D 911,3 f-moll
4. ”Erstarrung” (Ich such’ im Schnee vergebens) D 911,4 c-moll
5. ”Der Lindenbaum” (Am Brunnen vor dem Thore) D 911,5 E-dur
6. ”Wasserfluth” (Manche Thrän’ aus meinen Augen) D 911,6 e-moll
7. ”Auf dem Flusse” (Der du so lustig rauschtest) D 911,7 e-moll
8. ”Rückblick” (Es brennt mir unter beiden Sohlen) D 911,8 g-moll
9. ”Irrlicht” (In die tiefsten Felsengründe) D 911,9 h-moll
10. ”Rast” (Nun merk’ ich erst, wie müd’ ich bin) D 911,10 c-moll
11. ”Frühlingstraum” (Ich träumte von bunten Blumen) D 911,11 A-dur
12. ”Einsamkeit” (Wie eine trübe Wolke) D 911,12 h-moll
13. ”Die Post” (Von der Straße her ein Posthorn klingt) D 911,13 Ess-dur
14. ”Der greise Kopf” (Der Reif hat einen weißen Schein) D 911,14 c-moll
15. ”Die Krähe” (Eine Krähe war mit mir) D 911,15 c-moll
16. ”Letzte Hoffnung” (Hie und da ist an den Bäumen) D 911,16 Ess-dur
17. ”Im Dorfe” (Es bellen die Hunde, es rasseln die Ketten) D 911,17 D-dur
18. ”Der stürmische Morgen" (Wie hat der Sturm zerrissen) D 911,18 d-moll
19. ”Täuschung” (Ein Licht tanzt freundlich vor mir her) D 911,19 A-dur
20. ”Der Wegweiser” (Was vermeid’ ich denn die Wege) D 911,20 g-moll
21. ”Das Wirtshaus” (Auf einen Todtenacker) D 911,21 F-dur
22. ”Muth!” (Fliegt der Schnee mir in’s Gesicht) D 911,22 g-moll
23. ”Die Nebensonnen” (Drei Sonnen sah ich am Himmel steh'n) D 911,23 A-dur
24. ”Der Leiermann” (Drüben hinterm Dorfe) D 911,24 a-moll